# Heilbronner Madonna

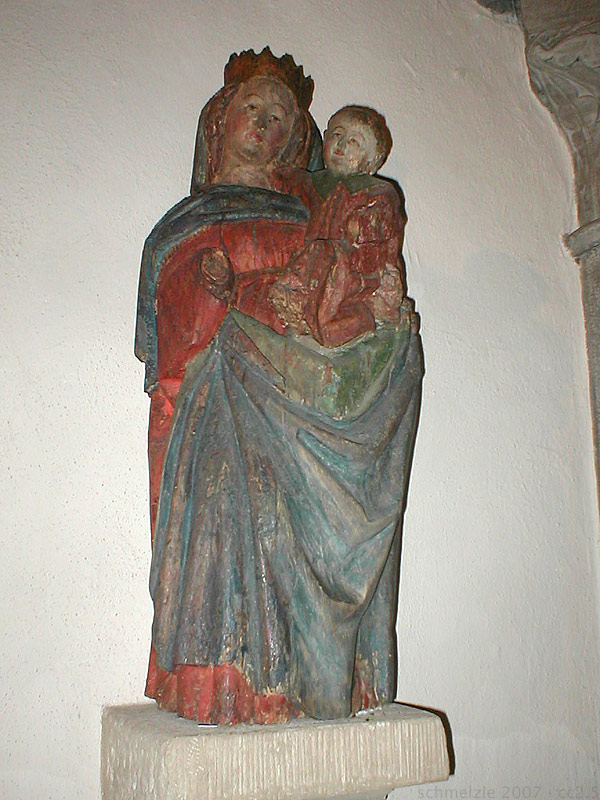
Heilbronner Madonna

Die Heilbronner Madonna ist eine hölzerne Madonnenfigur aus dem 15. Jahrhundert, die seit 1978 in der Taufkapelle des Deutschordensmünsters in Heilbronn verehrt wird.
Die Herkunft, der genaue Entstehungszeitpunkt und der Schöpfer der geschnitzten Figur sind unbekannt. Aus kunsthistorischer Sicht wird ihre Entstehung auf die Zeit um 1450 datiert. Die Figur ist 74 cm hoch und jeweils etwa 26 cm breit und tief. Der Rücken der Figur hat eine starke Vertiefung. Maria ist in der Art einer Maria Eleusa stehend dargestellt, bekleidet mit rotem Untergewand sowie blauem Mantel mit grünem Unterfutter. Sie trägt einen Schleier und eine Krone. Das Jesuskind, das sie auf dem linken Arm trägt, ist in ein rotes Gewand ähnlich einer Tunika gekleidet und legt seinen rechten Arm um den Hals der Mutter. Die rechte Hand Mariens sowie die linke Hand des Jesuskindes fehlen.
Die Figur wurde ursprünglich wohl für einen Altarschrein geschaffen. Später mag sie für eine Hausnische angepasst worden sein, wobei sie unten um etwa 20 cm abgesägt wurde, sodass sie heute etwas unproportioniert wirkt. Später stand die Figur vermutlich längere Zeit im Freien und wurde mehrfach überstrichen.
Aufgefunden wurde die Heilbronner Madonna nach dem Zweiten Weltkrieg in den Trümmern der beim Luftangriff auf Heilbronn im Dezember 1944 zerstörten Stadt. Sie kam zunächst in die Räume der Heilbronner Volkshochschule im wiederaufgebauten Deutschhof, in der Erwartung, dass sich der frühere Besitzer melde. Nach knapp 30 Jahren wurde die Figur 1977/78 in Bad Mergentheim restauriert und 1978 der katholischen Kirchengemeinde in Heilbronn als Leihgabe der Stadt Heilbronn überlassen. Seitdem steht sie in dem als Taufkapelle genutzten alten Turmchor des Deutschordensmünsters.